# Wilhelm Hille
Wilhelm Hille (* 16. Februar 1803 in Veltheim (Ohe); † 2. Oktober 1880 in Wolfenbüttel) war ein deutscher lutherischer Theologe und 52. Abt von Amelungsborn.

## Leben
Hille, Sohn eines Pastors, besuchte ab Michaelis 1813 das Gymnasium in Wolfenbüttel und studierte anschließend bis Ostern 1824 Theologie und Philosophie in Göttingen. Im Juli 1824 wurde er Collaborator am Gymnasium in Wolfenbüttel, Ostern 1827 Lehrer am Gymnasium in Helmstedt. Nach dem theologischen Hauptexamen wurde er 1833 Pastor in Marienthal. Ein Jahr später wurde er auch Superintendent der Inspektion Vorsfelde. 1840 kam er als Pastor prim., General- und Spezialsuperintendent und Ephorus des Gymnasiums nach Helmstedt, wo er 1844/45 auch Religionsunterricht erteilte. Ostern 1845 wurde er zum Konsistorialrat in Wolfenbüttel ernannt. In seine Amtszeit fällt unter anderem die Neuordnung des Höheren Schulwesens im Herzogtum Braunschweig.
1845 folgte Hille Theodor Wilhelm Heinrich Bank als Abt des Klosters Amelungsborn. Ab 1857 war er Vorsitzender der Kommission zur Prüfung der Kandidaten des höheren Schulamts.
Im Mai 1875 trat er in den Ruhestand. Er lebte von 1876 bis 1878 in Stadtoldendorf, ließ sich dann wieder in Wolfenbüttel nieder und war dort Mitglied des Kuratoriums des Gymnasiums.

## Auszeichnungen
Wilhelm Hille erhielt 1842 die Ehrendoktorwürde der Theologischen Fakultät der Universität Jena. 1874 wurde er mit dem Kommandeurskreuz I. Klasse des Ordens Heinrichs des Löwen ausgezeichnet.

## Veröffentlichungen
- Oratiunculae Synodales, Helmstedt 1843
- Predigten und geistliche Reden, Helmstedt 1845
- Das Kirchenjahr. Gebete zur Altarliturgie, Berlin 1858
- Zeugnisse von Christo. Reden über das geistliche Amt, Braunschweig 1859